# Vallunga
La Vallunga (in ladino: Val, in tedesco: Langental) è una valle a valle a forma di U in Alto Adige, che si dirama dalla Val Gardena nel comune di Selva di Val Gardena e conduce a nord-est nel Gruppo del Puez. La valle è delimitata a Nord dal Monte Stevia, Col dala Pieres e dal Piz Duleda, dalle vette Piz de Puez e dal Col de Puez. Ad sud, le due valli laterali di Lietres e Chedul (in tedesco Kedultal) si diramano; sono separate (da nord a sud) dalle creste del Gruppo del Cir, Mont de Sëura e Col Turont. L'intera area fa parte del Parco Naturale Puez-Odle.
La valle offre numerosi sentieri escursionistici in estate e una lunga pista da sci di fondo in inverno.
Le rovine del Castel Wolkenstein sorgono nel mezzo delle rocce all'ingresso sul lato destro della valle. Nella parte inferiore della valle si trova la Cappella Sylvester, con affreschi del XVIII secolo.

## Galleria d'immagini
Vedi la mappa dei nomi ladini della zona.

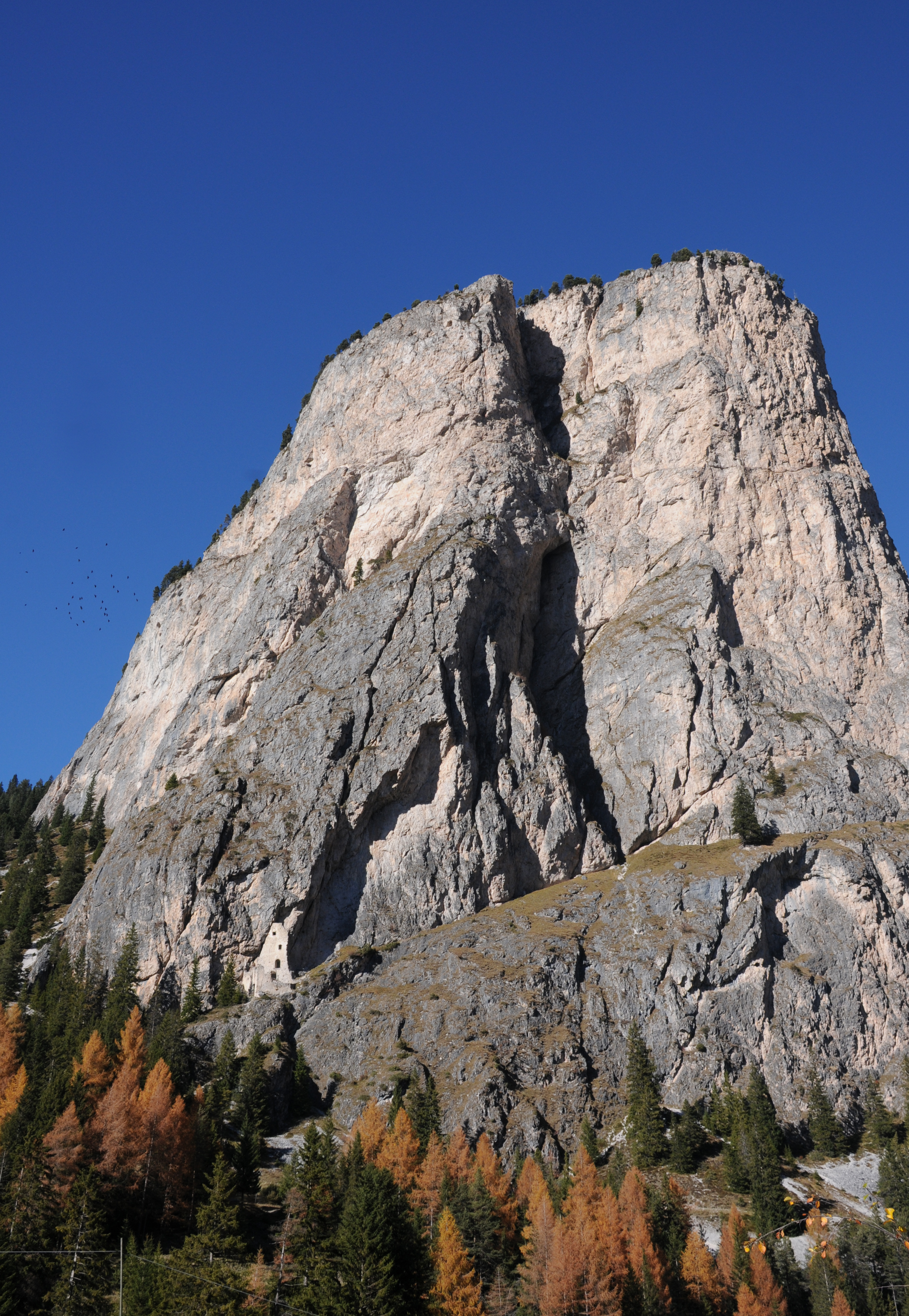
La torre Steviola
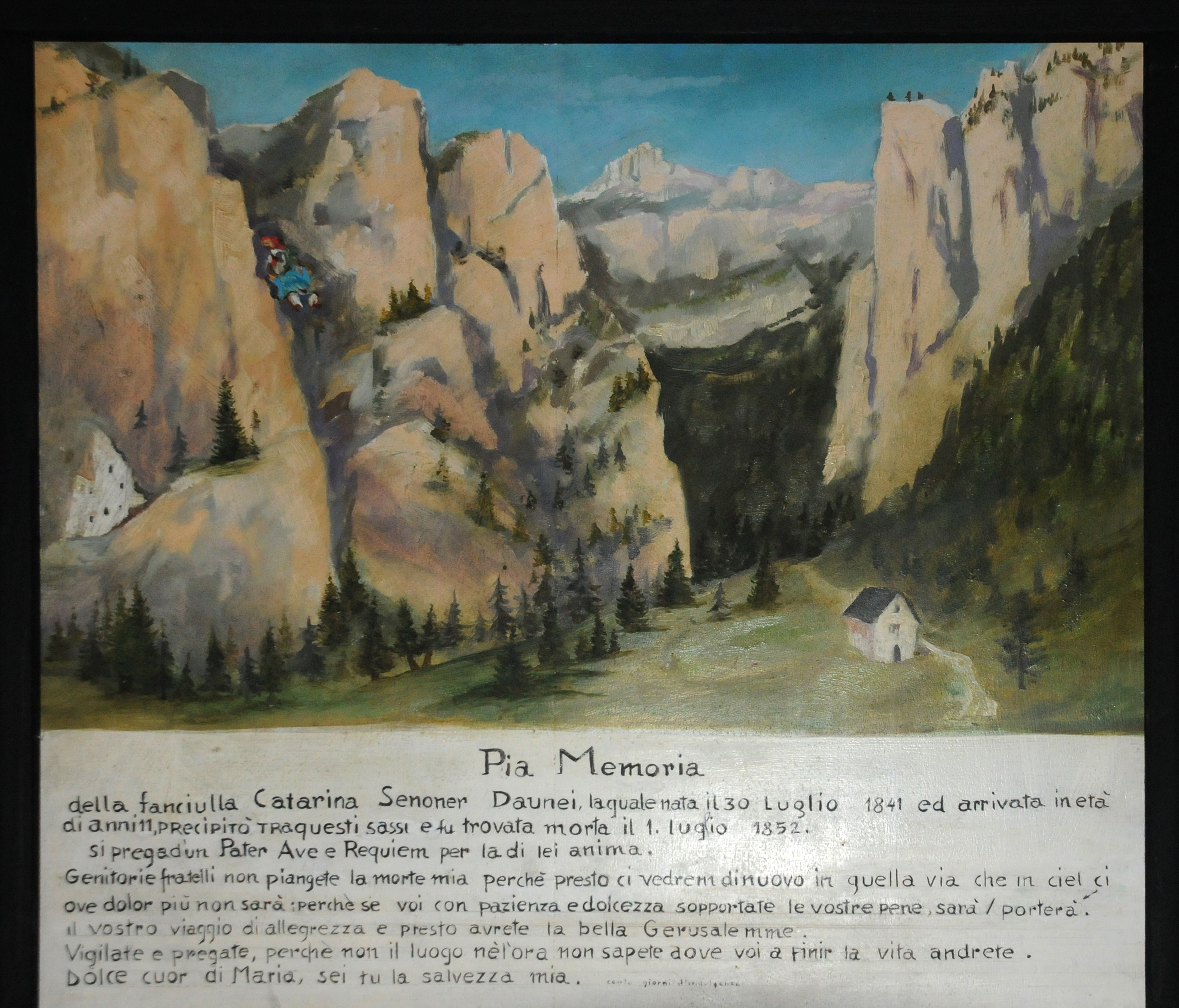
Tavola votiva nella cappella di San Silvestro
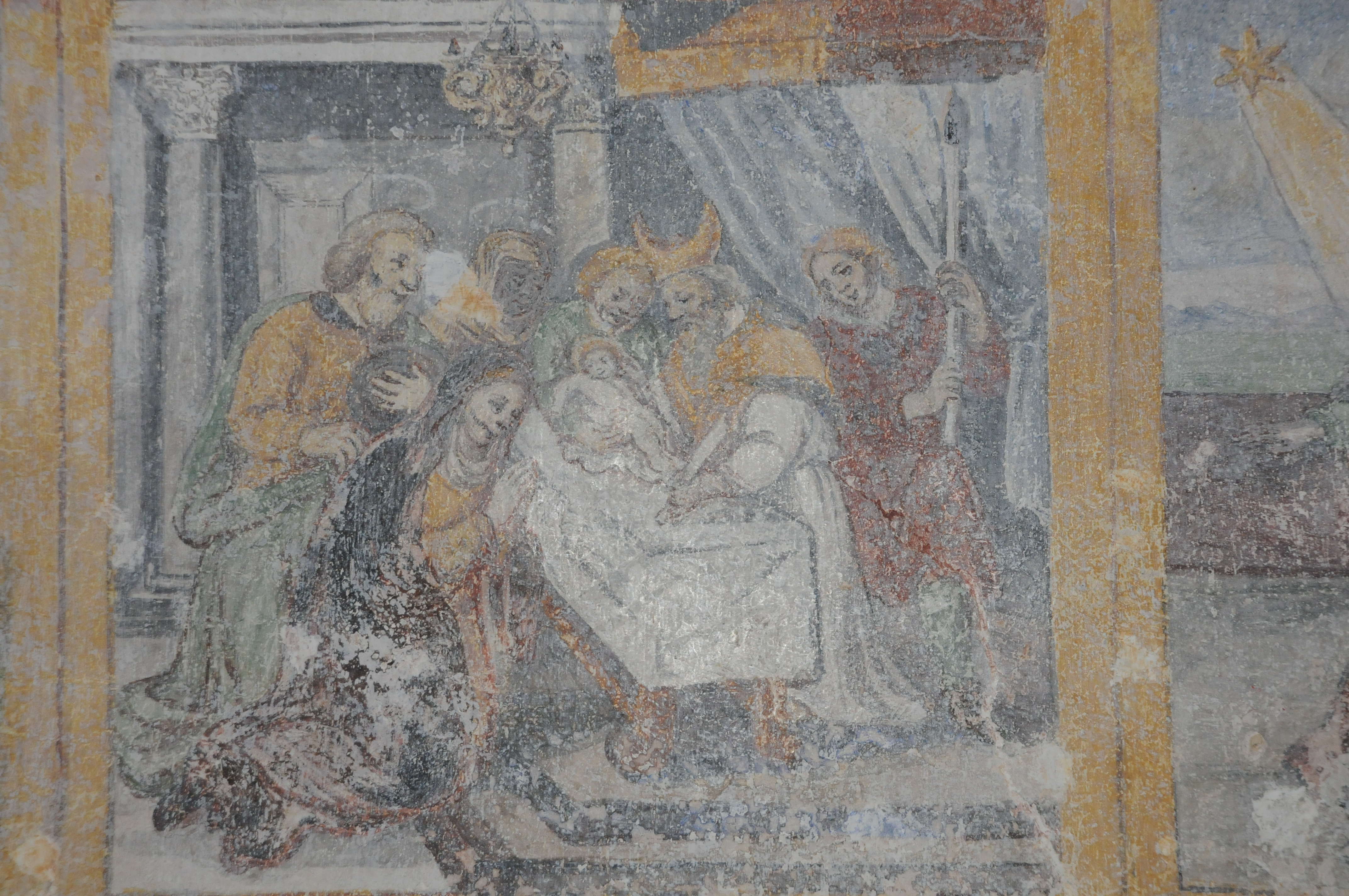
La cappella di San Silvestro
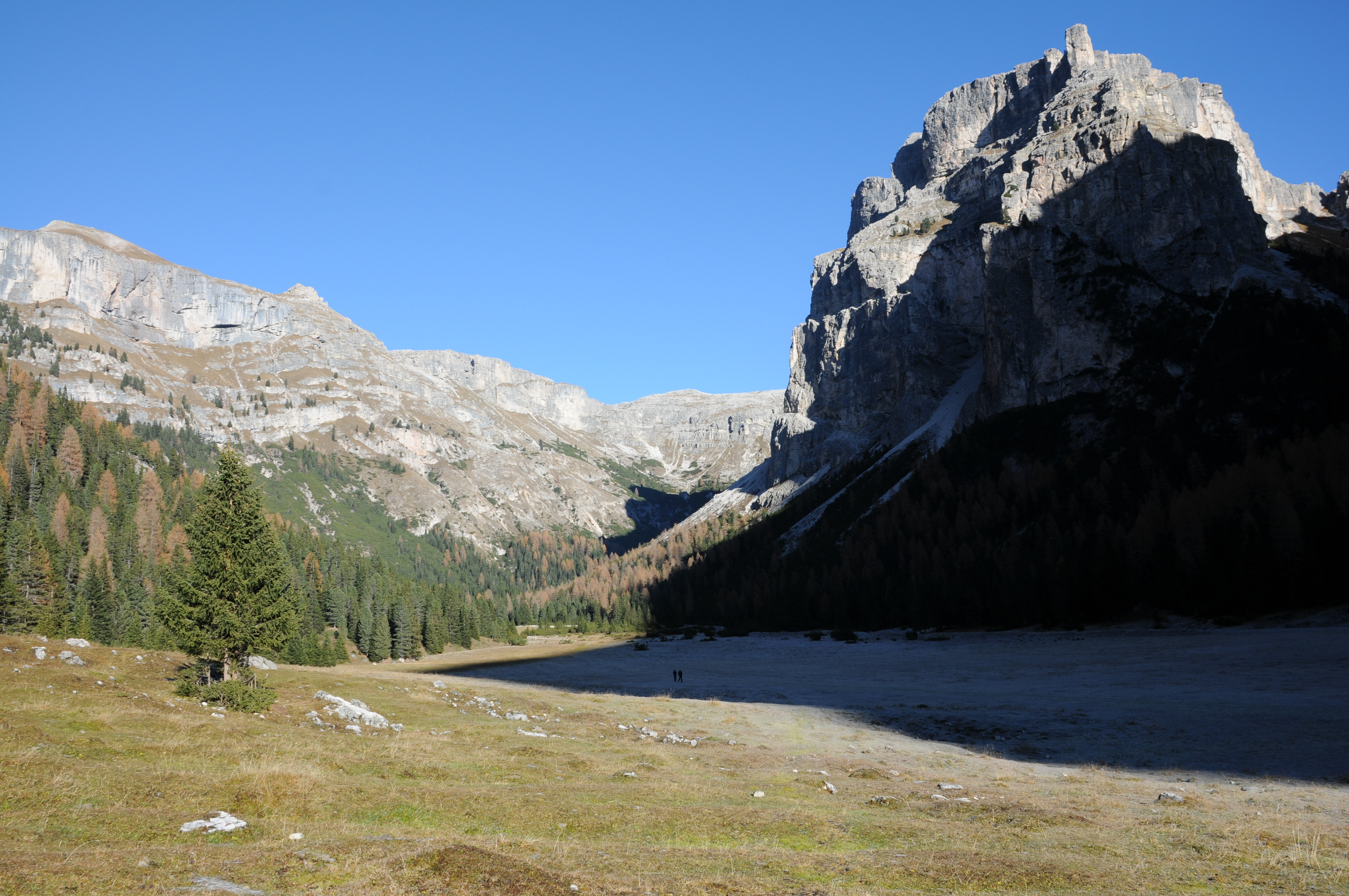
La torre Lietres
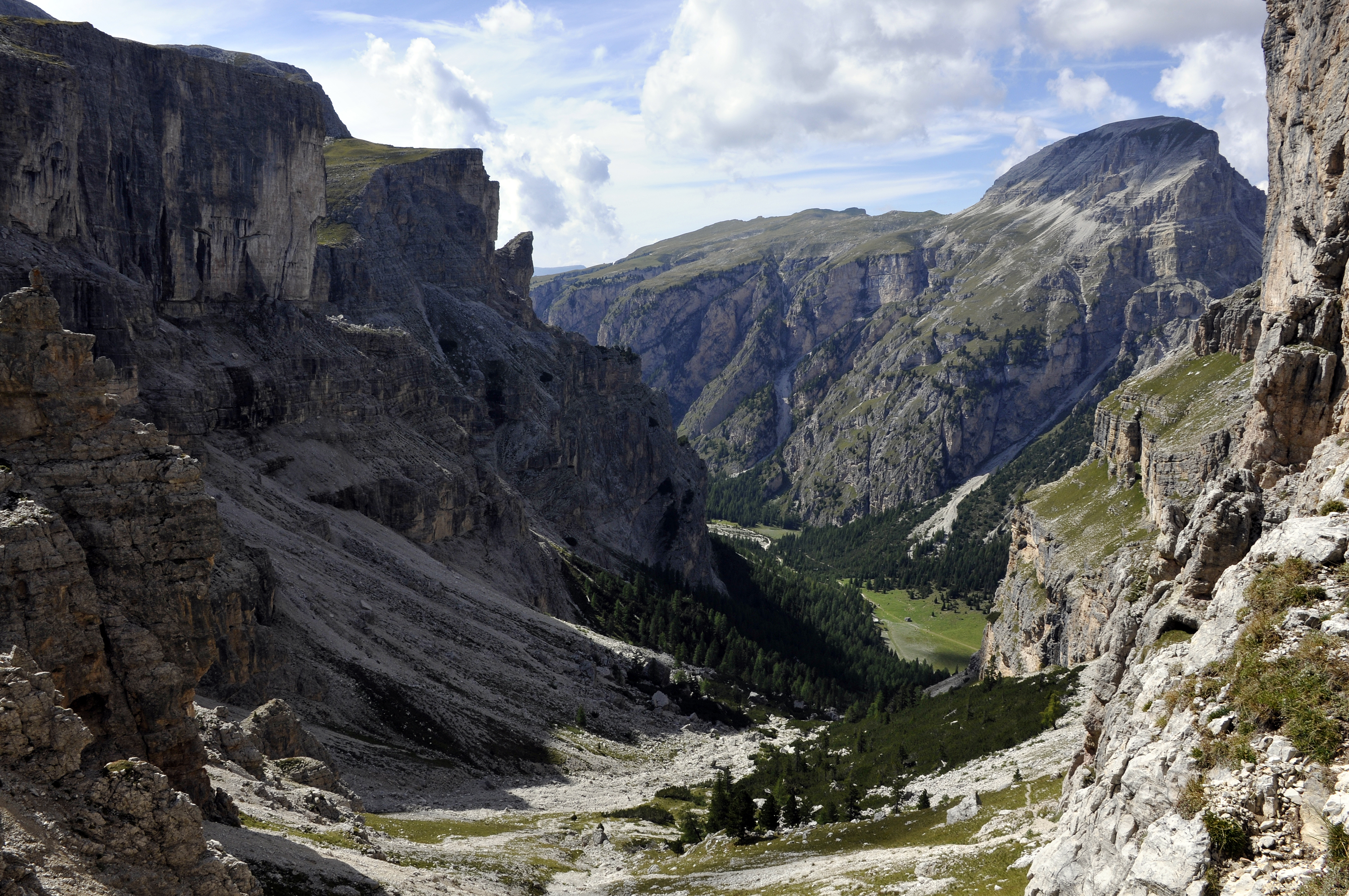
La val Lietres e il pascolo Pra da Ri
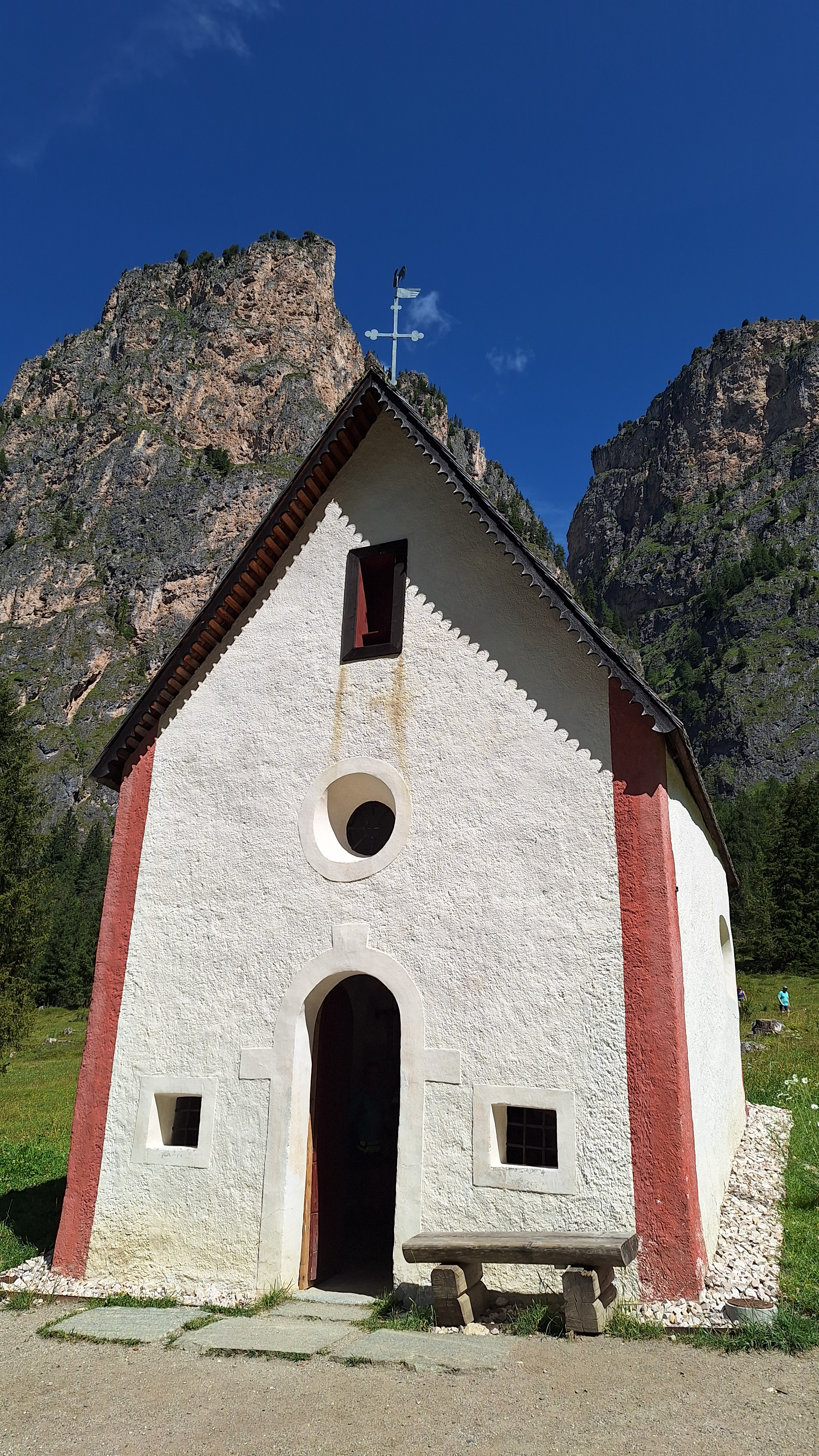
Facciata della cappella di San Silvestro